# Schans Middelburg
Schans Middelburg is een schans die deel uitmaakte van de Passageule-Linie.
Ze werd door de Staatsgezinden opgericht in 1604, nadat dezen het gebied hadden veroverd. Ze bevond zich aan de Passageule en de Liniedijk, tussen Schans Het Vrije en Schans Konstantinopel, ruim 1 km ten zuidoosten van Waterlandkerkje.